# Frederick North
Frederick North (Londen, 13 april 1732 – Londen, 5 augustus 1792), 2e graaf van Guilford, beter bekend als Lord North, was een Brits Tory-politicus en eerste minister van Groot-Brittannië van 1770 tot 1782. Hij speelde een belangrijke rol tijdens de Amerikaanse Revolutie.

## Levensloop

### Jeugd en het begin van zijn politieke loopbaan
Hij was de zoon van Francis North, derde baron en daarna eerste graaf van Guildford. Omdat hij fysiek goed op koning George III leek, wordt vermoed dat hij een buitenechtelijke zoon van de prins van Wales, Frederik, was. Prins Frederik en Francis North hadden een goede band met elkaar en door de reputatie van prins Frederik kan dit mogelijk kloppen, maar het is nog nooit bewezen of het effectief zo was. Frederick North studeerde aan het Eton College en daarna aan het Trinity College van de Universiteit van Oxford.
In 1754 werd hij voor Banbury verkozen in het House of Commons. Ondanks zijn doffe verschijning, kon hij door zijn hoffelijkheid, zijn aantrekkelijk karakter, zijn slimme en sterke manier van spreken en goede connecties snel opklimmen. Zo was hij van 1759 tot 1763 Junior Lord van de Schatkist onder de opeenvolgende premiers Newcastle, Bute en George Grenville. In 1763 was hij een voorstander van de vervolging van de radicale journalist John Wilkes.
In 1765 verliet hij de regering nadat de markies van Rockingham premier werd. Door de invloed van koning George III keerde hij in 1767 als Chancellor of the Exchequer, een soort minister van Financiën, terug in de Britse Regering die toen geleid werd door William Pitt de Oudere en daarna door Grafton. Nadat Grafton in januari 1770 door verdeeldheid in zijn regering ontslag nam, werd North de nieuwe premier van Groot-Brittannië.

### Premierschap
North stond bekend als een vrij gewetensvolle eerste minister. Hij combineerde het met de functie Chancellor of the Exchequer en plaatste het beheer van de Britse financiën het hoogste op de politieke agenda. In het House of Commons werd hij geconfronteerd met een verdeelde oppositie en in 1772 werd hij benoemd tot ridder in de Orde van de Kousenband, als eerste premier sinds Robert Walpole. Dit bewees dat koning George III North volledig vertrouwde. In 1777 betaalde hij zelfs Norths persoonlijke schulden. In 1775 had North de staatsschuld al met 10 miljoen pond verminderd. Door de Amerikaanse Onafhankelijkheidsoorlog zouden de schulden echter weer stijgen met 75 miljoen pond.
Onder North vonden belangrijke veranderingen plaats in het bestuur van India, Ierland en Canada. Hierdoor werd hij beschouwd als een succesvolle premier. Hij slaagde er echter niet in om de problemen in Amerika door de hoge belastingheffingen op te lossen. North loste de problemen niet op door onderhandelingen te beginnen, maar stuurde meer aan op een confrontatie. In 1775 aanvaardde hij echter om een meer vredevolle politiek te beginnen door de kolonies toe te laten om zelf hun oorlogs- en administratiekosten te betalen, maar dit nieuws bereikte Amerika pas na het uitbreken van de Amerikaanse Onafhankelijkheidsoorlog. North was verantwoordelijk voor de financiering van de Britse oorlogsvoering, die echter onsuccesvol bleek. Zo leed Groot-Brittannië nederlagen bij de Slag bij Saratoga in 1777 en de Slag bij Yorktown in 1781.
Door deze nederlagen was er steeds meer oppositie tegen Norths regering. Na de slag bij Yorktown hoopte hij dat George III hem de toestemming zou geven om deel te nemen aan de vredesonderhandelingen, maar nadat een motie, waarin gevraagd werd om de oorlog met Amerika te beëindigen, door het parlement verworpen werd, nam North op 20 maart 1782 ontslag als premier nog voor er vrede gesloten werd.
In 1783 vormde North een alliantie met zijn voormalige opponent Charles James Fox om de regering onder leiding van Shelburne ten val te brengen. Hierdoor was de koning gedwongen om in april 1783 een regering te vormen onder leiding van de hertog van Portland. In deze regering werd North minister van Binnenlandse Zaken. In december 1783 ontsloeg koning George III de regering, nadat ze door het parlement ten val werd gebracht. Daarna werd North vanop de oppositiebanken de belangrijkste criticus van de nieuwe premier, William Pitt de Jongere.
Nadat North vanaf 1786 blind begon te worden moest hij echter het openbare leven grotendeels verlaten. In het parlement hield hij af en toe nog enkele interventies om de Anglicaanse kerk te verdedigen of om de Franse Revolutie te veroordelen. Nadat hij in 1790 zijn vader opvolgde als graaf van Guildford, verliet hij het House of Commons en stapte over naar het House of Lords. In augustus 1792 overleed hij.
De reputatie van North onder historici is sterk aan verandering onderhevig geweest. Eind negentiende eeuw bereikte zijn reputatie een dieptepunt en werd hij geportretteerd als een incompetente creatuur van de koning die de Amerikaanse koloniën had verloren. In het begin van de twintigste eeuw vond een herwaardering plaats, waarin de nadruk werd gelegd op zijn goed financieel beheer, controle over het Lagerhuis en bescherming van de Church of England. Echter, volgens Herbert Butterfield was North te indolent om het land efficiënt door crises te loodsen en verwaarloosde hij zijn leiderschap tijdens de oorlogsinspanningen.